# Saint-Sauveur-d'Émalleville
Saint-Sauveur-d’Émalleville là một xã thuộc tỉnh Seine-Maritime trong vùng Normandie miền bắc nước Pháp.

### Huy hiệu
| Arms of Saint-Sauveur-d'Émalleville | The arms of Saint-Sauveur-d'Émalleville are blazoned: Or, 3 hammers gules, on a chief indented azure a lion passant argent. |

## Dân số
| 1962                                            | 1968 | 1975 | 1982 | 1990 | 1999 | 2006 |
| ----------------------------------------------- | ---- | ---- | ---- | ---- | ---- | ---- |
| 278                                             | 321  | 428  | 782  | 852  | 968  | 1146 |
| Starting in 1962: Population without duplicates |      |      |      |      |      |      |